# 金牛宮唱片
金牛宮唱片（日語：トーラスレコード，英語：Taurus Record），又譯金牛座唱片，是日本1980年代成立的唱片公司，后隨經濟原因併入其他公司。曾經效力於金牛宮唱片的著名藝人有鄧麗君、早見優、渡哲也、桂銀淑、原大輔、野口五郎等。

## 歷史
1981年，原屬寶麗多唱片的五十嵐泰弘組建了「金牛宮唱片」，先後簽約了一批日本藝人，主要發行日本演歌類唱片，並且委託東芝EMI（現EMI Records Japan）代理發行唱片。
1995年，因經濟問題，日本寶麗金唱片入股，依舊發行金牛宮版權下的音樂作品。1997年，公司更名為「新金牛宮唱片」（ニュートーラス）。
1999年，由於母公司寶麗金被環球唱片收購，新金牛宮唱片正式與環球唱片合併，公司結束運作。

## 旗下藝人
- 中島はるみ
- 渡哲也
- いしだあゆみ
- 鄧麗君（台灣）
- 周慧敏（香港）
- 桂銀淑（韓國）
- 原大輔
- 牧村三枝子
- 野口五郎
- 水越けいこ
- 三浦和人
- とみたゆう子
- 山本ゆかり
- 村田彰子
- 井上昌己
- 早見優
- 沢田知可子
- MAGIC
- 小川範子
- 岡崎律子
- 水沢瑶子
- 山下ひろみ
- 西浦達雄
- 若林志穂
- 木瀬りえ子
- TSトライアングル
- 三木ひろみ
- 川崎浩二
- 森田まゆみ
- 福家美峰
- ブスっ子クラブ
- 江戸真樹
- 堀江しのぶ
- 麻丘めぐみ